# La invitación (película de 1973)
La invitación (en francés, L'Invitation) es una película cómica suiza de 1973 dirigida por Claude Goretta. Fue nominada al Óscar a la mejor película de habla no inglesa y compartió el Premio del Jurado del Festival Internacional de Cine de Cannes de 1973.

## Argumento
La invitación cuenta la historia de un grupo de oficinistas, uno de los cuales hereda una gran casa de campo e invita a sus compañeros de trabajo a una fiesta. En la fiesta, gradualmente dejan de lado sus inhibiciones y se conocen.

## Reparto
- Jean-Luc Bideau - Maurice
- François Simon - Emile
- Jean Champion - Alfred
- Corinne Coderey - Simone
- Michel Robin - Remy Placet
- Cécile Vassort - Aline
- Rosine Rochette - Helene
- Jacques Rispal - René Mermet
- Neige Dolsky - Emma
- Pierre Collet - Pierre
- Lucie Avenay - Mme. Placet
- Roger Jendly - Thief
- Gilbert Costa - El inspector
- William Jacques - El jardinero
- Daniel Stuffel - el supernumerario

## Premios y distinciones
Premios Óscar
| Año  | Categoría                          | Persona        | Resultado |
| ---- | ---------------------------------- | -------------- | --------- |
| 1974 | Mejor película de habla no inglesa | Claude Goretta | Nominado  |

Festival Internacional de Cine de Cannes
| Año  | Categoría         | Persona        | Resultado |
| ---- | ----------------- | -------------- | --------- |
| 1973 | Premio del Jurado | Claude Goretta | Ganador   |
| 1973 | Palma de Oro      | Claude Goretta | Nominado  |